# 金英敏
金 英敏（キム・ヨンミン、朝: 김영민、1970年4月13日 - ）は、韓国の実業家。HYBE JAPAN会長。元SMエンタテインメント統括社長。
長年にわたってSMエンタテインメントに携わり、BoAや東方神起、TRAXなどの日本進出をリードしたことで知られる人物でもある。

## 経歴

### 生い立ち
父親の仕事の関係で5歳（1974年）で日本に渡り、小中高を含め16年間を日本で過ごした。その後、韓国・高麗大学社会学科に進学し、卒業。大学卒業後に同時通訳のアルバイトをしていたところ、1999年にSMエンタテインメントの求人広告を見て志願し、入社した。

### SMエンタテインメント
海外事業部担当として入社した彼は5か月後にチーム長となり、BoAの日本進出プロジェクトを遂行。以後、東方神起やTRAXなどの日本進出業務を担った。以下はSMエンタテインメントグループでの主な経歴。
- 2001年1月 - ファンダンゴ・コリア 代表理事
- 2005年5月 - SMエンタテインメント 代表取締役
- 2005年7月 - エスエム・エンタテインメント・ジャパン 取締役
- 2006年8月 - ドリームメーカーエンターテインメント 代表取締役
- 2014年1月 - SMエンタテインメントグループ 統括代表取締役社長
- 2014年5月 - エブリシングジャパン 取締役
- 2015年3月 - SMモバイルコミュニケーションズ 取締役
- 2017年3月
  - デジタルアドベンチャー 取締役
  - SM C&C 取締役
- 2017年7月 - SMエンタテインメントグループ 理事会議長兼統括代表取締役社長
- 2017年8月 - Dreamus Company 取締役
- 2018年5月 
  - キーイースト（英語版）取締役
  - SMライフデザイングループ（英語版）取締役
- 2018年9月 - デジタルアドベンチャー 取締役CSO
- 2019年7月 - SMエンタテインメント 共同代表取締役[注 1]
- 2020年4月 
  - SMEJ Plus 代表取締役
  - Beyond Live Corporation 取締役

また時期は不明だが、SMエンタテインメントUSAや、ドリームメーカーエンターテインメントUSAの取締役も務めていた。

### HYBE JAPAN
2024年8月1日、HYBEが新事業戦略「HYBE 2.0」を公開。その一環として、日本本社であるHYBE JAPANの会長職に、金英敏を任命したことが発表された。なお、9月には取締役兼会長に就任したことが正式に報告された。

## 人物
- 幼い頃から父親の仕事の関係で日本に居住していたため、日本語が堪能であり、日本のテレビ番組にも出演したことがある[2]。
- SMエンタテインメントに入社後、異例のスピードで社長に昇進。同社創業者であるイ・スマン氏の右腕とも呼ばれていた[9]。
- BoAの日本進出は、韓国出身の若手アーティストが日本で成功を収めた初めてのケースであり、その成功の裏には、キム・ヨンミンの存在があったと言われている。彼はエイベックス、ホリプロ、吉本興業といった日本のエンターテインメント企業とパートナーシップを結び、BoAの日本進出プロジェクトを主導していた。この実績により、彼は一躍社内のキーパーソンとなり、SMの海外進出事業を一手に担うことになる[10]。

## 出演
- 所&さんまの世の中を動かしているのは誰だ会議2（2011年11月4日、日本テレビ・読売テレビ系）[11]

## 受賞歴
- 2008大韓民国文化コンテンツ海外進出有功者授賞式 - 大統領表彰（2008年）[12]
- 第48回貿易の日記念式 - 功労賞（2011年）[13]
- 大韓赤十字社功労賞（2012年）
- 毎経エコノミー「韓国の100大CEO」選出（2012年）